# Cova d'Altxerri
La cova d'Altxerri (en basc Altxerriko leizea o Altxerriko koba) és dins del terme municipal d'Aia (Guipúscoa) a Euskal Herria.
A la gruta original es conserven pintures rupestres i gravats datats del període magdalenià superior final, dins del Paleolític superior; les pintures situades en una galeria coneguda com a Altxerri B s'han datat en un estudi de 2013 com les pintures rupestres més antigues d'Europa, amb una edat de trenta-nou mil anys.
El seu estil artístic forma part de la denominada escola francocantàbrica, caracteritzada pel realisme de les figures.
Altxerri és un gran conjunt de gravats del Cantàbric. Enclou cent vint gravats dels quals noranta-dos són d'animals. El bisó n'és l'animal més representat amb un total de cinquanta-tres gravats. Altres animals presents a la cova són el ren, amb sis gravats, quatre cérvols i cabres, tres exemplars de cavalls i urs, dues saigues, un golut, una guineu, una llebre o au.
Fou declarada Patrimoni de la Humanitat el 2008, juntament amb altres 16 coves situades al nord de la península Ibèrica, com a part del conjunt conegut com a Cova d'Altamira i art rupestre paleolític de la cornisa Cantàbrica.

## Localització
La cova d'Altxerri és al terme municipal d'Aia, a la província de Guipúscoa (Euskadi). La cova, però, es troba més a prop del poble costaner d'Orio, del qual a penes dista 1 km, que de la mateixa Aia, situada a 3,5 km.
Per arribar a Altxerri cal arribar en primer lloc al poble d'Orio, distant 17 km de Sant Sebastià. La boca de la cova es troba a 100 metres de la carretera i a 15 metres sobre el nivell de la vall, ascendint pel vessant oriental de la muntanya Beobategaña, just després de travessar el rierol Altxerri i darrere del mas. L'entrada de la cova s'obre en un tall gairebé vertical de la roca.
La cova es troba actualment a 20 m sobre el nivell del mar i a 2,5 km de distància de la costa, encara que en el període magdalenià el nivell del mar estava més baix, per la qual cosa es creu que es trobava a 80 metres sobre el nivell del mar i a 6 km de distància.

## Història del descobriment

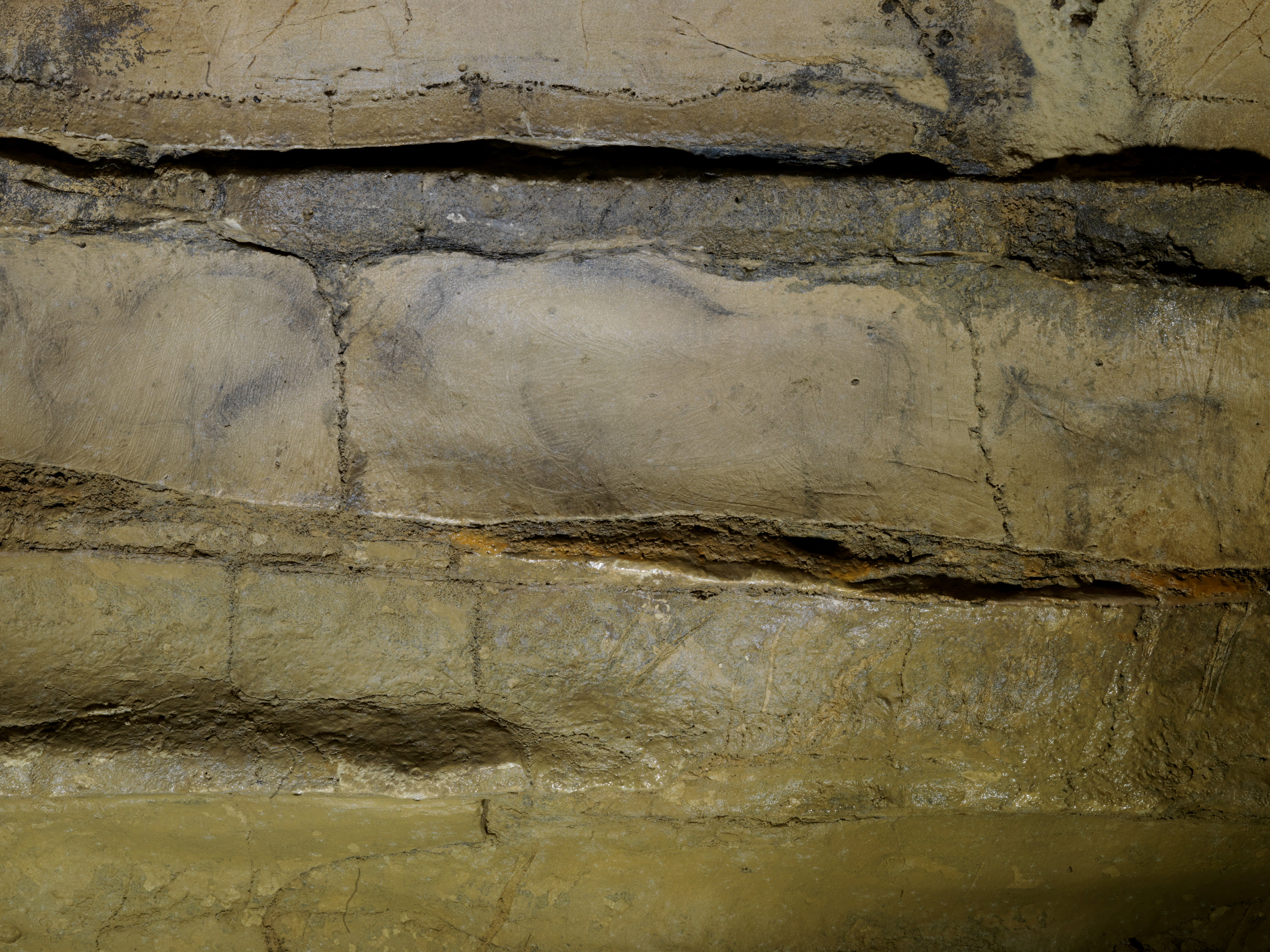
Detall de la cova amb dos bisons enfrontats i una cabra

La cova d'Altxerri va romandre tancada i oculta fins a 1956. Aquest any es van escometre les obres de construcció de la carretera que uneix el poble d'Orio amb el barri d'Olaskoegia d'Aia. Per aprovisionar-se de material per a aquesta obra s'obrí una pedrera provisional en les calcàries situades a unes desenes de metres darrere d'Altxerri, al costat del qual passava la nova carretera. En una de les voladures que es realitzaren amb dinamita a la pedrera es va obrir una bretxa d'un metre d'ample per 80 cm de alt. Per aquest forat es descobrí una llarga i àmplia galeria excavada en la roca que havia romàs oculta durant milers d'anys. En principi el descobriment de la cova atragué sols l'atenció d'alguns joves dels pobles dels voltants que foren els primers a aventurar-se'n a dins. El descobriment no tingué més transcendència. La pedrera no fou explotada molt més després del descobriment; com el material obtingut era suficient per concloure l'obra se'n deixaren de fer voladures i la cova es va poder conservar gairebé intacta.
El 1962 la notícia de l'existència d'avencs que partien de la galeria descoberta uns anys abans va atraure alguns membres de la Societat de Ciències Aranzadi de Sant Sebastià per fer-ne una exploració espeleològica. Foren els joves Felipe Aranzadi, Javier Migliaccio i Juan Cruz Vicuña els qui mentre estaven realitzant els preparatius per descendir per l'avenc, observaren uns traços negres en una paret propera que formaven la figura d'un bisó. A partir d'aquest primer descobriment, els espeleòlegs d'Aranzadi van descobrir altres grups de figures en altres llocs de la cova. Aquests membres d'Aranzadi informaren del seu descobriment a José Miguel de Barandiarán, director del Departament de Prehistòria d'Aranzadi. Aquest insigne antropòleg fou qui va certificar l'autenticitat de la troballa, a més de trobar moltes altres figures que havien romàs ocultes als inexperts ulls dels joves espeleòlegs.
En els anys entre 1956 i 1962 les persones que havien accedit a la galeria de la cova hi havien deixat escrits i per això calgué actuar amb molta prudència per destriar les autèntiques pintures de la contaminació dels anys darrers. Abans que es fes públic el descobriment i com a mesura de precaució, l'entrada de la cova fou tancada amb una porta. La cavitat fou batejada com a cova d'Altxerri, pel nom del caseriu situat als voltants.
El primer estudi de les pintures de la cova fou encarregat a Barandiarán, que va publicar el 1964 en la revista Munibe una primera memòria de les figures trobades. Barandiaran descobrí també l'entrada natural de la cova, situada prop de l'entrada oberta artificialment. L'entrada natural estava encegada per sediments i estalagmites. Aquesta boca natural es continua mantenint tapada hui. Durant aquests treballs l'equip de Barandiarán feu un sondatge al costat de l'entrada natural de la cova i hi trobà un jaciment arqueològic, que fou estudiat; al costat dels grups de figures es trobà un raspador i una punta de sílex al costat dels grups de figures I i II.
El 1976 Jesús altuna i J. M. Apellániz publicaren un segon estudi de les pintures en la mateixa revista. El llibre Ekain i Altxerri, dos santuaris paleolítics al País Basc, d'Altuna es considera el principal llibre de divulgació sobre aquesta cova.
El 1982 es descobriren dos bisons dibuixats a la base de l'avenc de 10 m de profunditat. No s'han trobat més dibuixos en aquesta zona.
La cova guarda gravats i pintures: els primers es conserven bé, però les pintures es troben molt deteriorades a causa de la gran humitat de moltes parets. Des del descobriment de les pintures el 1962 la cova ha estat tancada al públic i només s'hi permet l'accés a prehistoriadors amb publicacions.
El 2008 la cova d'Altxerri fou declarada Patrimoni de la Humanitat.

## Les figures d'Altxerri

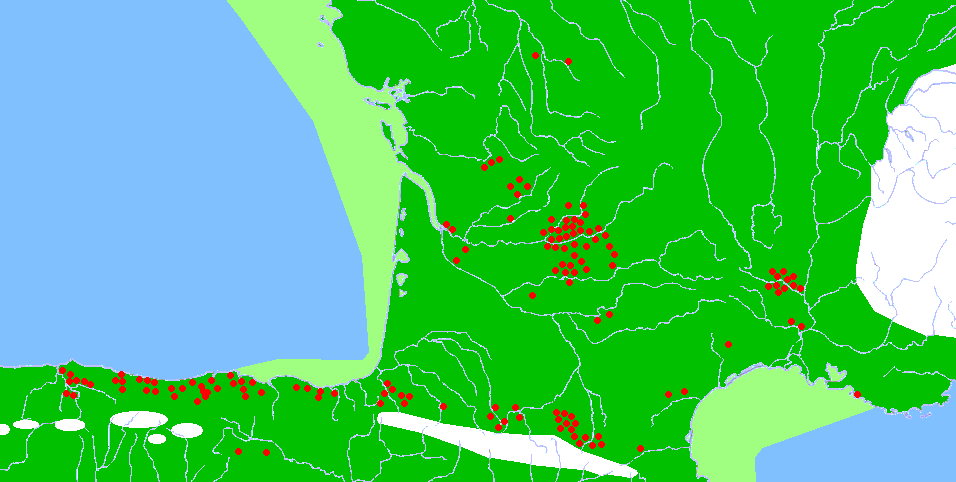
Jaciments d'art rupestre a l'àrea francocantàbrica

Les pintures i gravats d'Altxerri estan dividits en set grups, que ocupen diferents llocs de la cavitat. A més n'hi ha altres pintures aïllades que no s'inclouen en aquests grups.

### Grup I
Són les figures més properes a l'entrada de la cova. Són en un nínxol lateral de la galeria principal. Les dues parets laterals d'aquest nínxol estan plenes de figures fins a arribar a mig centenar. Les figures arriben fins al més profund del nínxol, on cal accedir persona a persona.
Aquest grup sol ser subdividit entre dos subgrups, Ia i Ib, corresponents a cada paret lateral del nínxol. En aquest grup predominen els gravats. Les figures inclouen animals de molts tipus: bisons, peixos, cabres, saigues, rens, aus, etc.

### Grup II

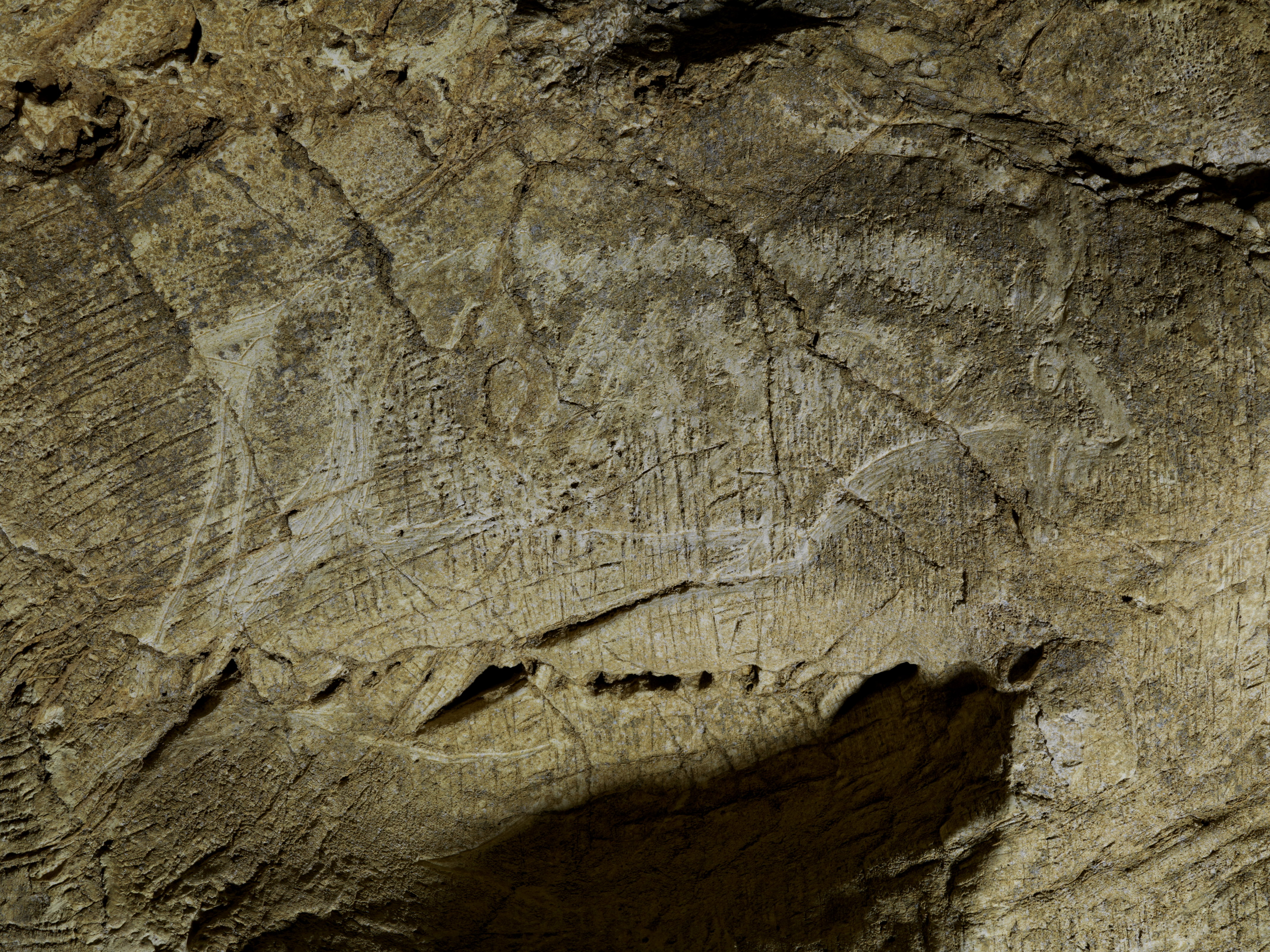
Figura d'una cabra montesa a la cova

Seguint per la galeria principal, a la seua paret esquerra hi ha un grup de figures en què predominen els dibuixos. Es troben, però, en un lloc molt humit, per la qual cosa la pintura pràcticament s'ha esborrat.

### Grup III
A la paret enfrontada a la del grup II i en una posició més elevada es troben 3 figures. Destaca el dibuix d'un bisó de 40 cm.

### Grup IV
Continuant per aquesta galeria hi ha un conjunt de 14 figures realitzades amb un gravat molt fi. Resulten molt difícils d'observar i pràcticament impossibles de fotografiar.

### Grup V
Aquest grup conté 7 bisons, un cavall, una cabra, un isard i una figura que possiblement represente un ur. També hi ha alguns camps ratllats i algun signe.

### Grup VI
Aquest grup inclou 4 bisons, 4 rens, un animal amb forma de serp i algun signe.

### Grup VII
Aquest grup inclou un cap de cérvol i un bisó.

### Altres figures

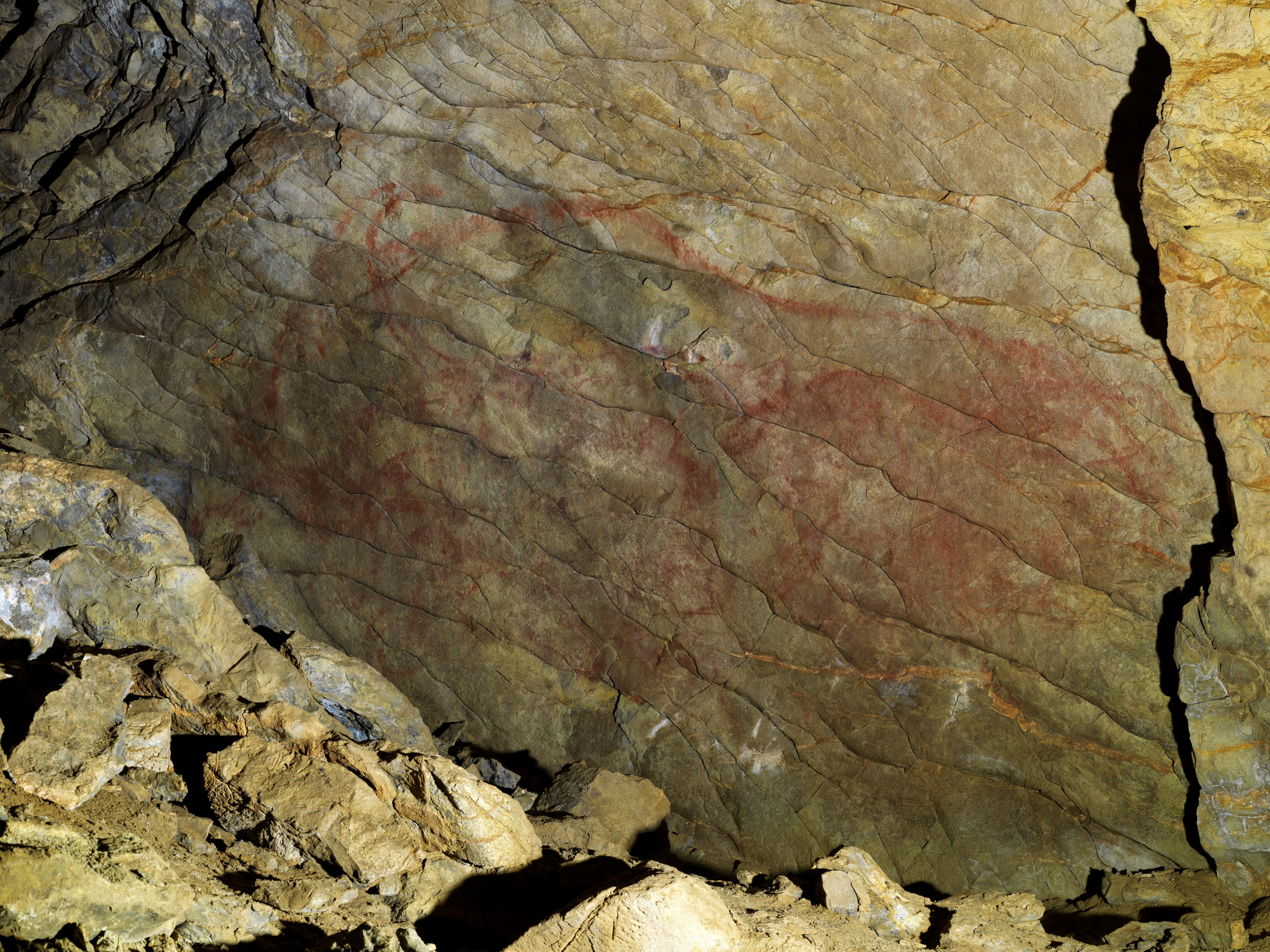
Pintura d'un bisó roig de gairebé tres metres de longitud

A la base de l'avenc de 10 m de profunditat situada al final de la galeria es trobaren l'any 1982 dos bisons pintats. La pintura està gairebé perduda. No s'han trobat més pintures en aquesta part de la cova.
En una galeria superior a la principal de la cova, de difícil accés, es troben una sèrie de pintures de color roig de difícil interpretació. Els experts creuen reconèixer-hi el dors d'un bisó. Aquesta pintura de 3 m de longitud seria la més gran la cova. Denominada Altxerri B, aquestes pintures es dataren en un estudi del 2013 com les pintures rupestres més antigues d'Europa, amb una edat de trenta-nou mil anys.